# 达拉帕达韦杜
达拉帕达韦杜（Dharapadavedu），是印度泰米尔纳德邦Vellore县的一个城镇。总人口30238（2001年）。

## 人口
该地2001年总人口30238人，其中男性15033人，女性15205人；0—6岁人口2781人，其中男1421人，女1360人；识字率79.44%，其中男性为84.69%，女性为74.25%。